# سرهنگ (فیلم ۱۹۷۴)
«سرهنگ» (تایلندی: ผมไม่อยากเป็นพันโท) فیلمی در ژانر اکشن و مهیج است که در سال ۹۰۱ منتشر شد.